# David Bowie
David Robert Jones (8. ledna 1947 – 10. ledna 2016), známý jako David Bowie, byl anglický zpěvák, skladatel a herec. Je považován za jednoho z nejvlivnějších hudebníků 20. století a zvláštního uznání se mu dostalo za jeho tvorbu v 70. letech. Jeho kariéra byla charakteristická proměnlivostí a důrazem na vizuální prezentaci; jeho hudba a pódiová vystoupení měly velký vliv na populární hudbu.
Bowie studoval umění, hudbu a design, než v roce 1963 zahájil profesionální hudební kariéru. Vydal několik neúspěšných singlů s místními kapelami a své první sólové album (David Bowie, 1967), než v roce 1969 dosáhl prvního úspěchu v britském singlovém žebříčku se skladbou „Space Oddity“. Po období experimentování se znovu objevil v roce 1972 v době glam rocku s alter egem Ziggy Stardust. Singl „Starman“ a album The Rise and Fall of Ziggy Stardust and the Spiders from Mars (1972) mu přinesly širokou popularitu. V roce 1975 Bowie změnil styl směrem k hudbě, kterou označoval jako „plastic soul“, čímž zpočátku odcizil mnoho svých britských fanoušků, ale zároveň dosáhl svého prvního výrazného úspěchu v USA díky singlu „Fame“ (č. 1) a albu Young Americans (1975). V roce 1976 hrál hlavní roli v kultovním filmu The Man Who Fell to Earth a vydal album Station to Station. V roce 1977 opět změnil hudební směr s elektronicky ovlivněným albem Low, prvním z trojice spoluprací s Brianem Enem, známých jako berlínská trilogie. Následovala alba “Heroes” (1977) a Lodger (1979); každé z nich se umístilo v první pětici britského žebříčku a bylo kritiky chváleno.
Po nevyrovnaném komerčním období konce 70. let měl Bowie tři singly, které se dostaly na první místo žebříčku: „Ashes to Ashes“ (1980), jeho album Scary Monsters (and Super Creeps) a duet s Queen „Under Pressure“ (1981). Největšího komerčního úspěchu dosáhl v 80. letech s albem Let’s Dance (1983). Mezi lety 1988 a 1992 vedl hard rockovou skupinu Tin Machine. V 90. letech a v prvním desetiletí 21. století pokračoval v hudebních experimentech, mimo jiné s industriální hudbou a žánrem jungle. Pokračoval také v herecké kariéře; objevil se ve filmech Merry Christmas, Mr. Lawrence (1983), Labyrinth (1986), Twin Peaks: Fire Walk with Me (1992), Basquiat (1996) a The Prestige (2006). V roce 2004 ukončil koncertování a jeho poslední živé vystoupení proběhlo na charitativní akci v roce 2006. Po desetileté pauze se vrátil v roce 2013 s albem The Next Day a zůstal hudebně aktivní až do své smrti v roce 2016, dva dny po vydání svého posledního alba Blackstar. Od roku 1992 byla jeho manželkou modelka Iman. Zemřel ve věku 69 let na rakovinu jater, se kterou bojoval 18 měsíců.
Během svého života prodal více než 100 milionů desek po celém světě, což z něj činí jednoho z nejprodávanějších hudebníků všech dob. Získal řadu ocenění, včetně šesti cen Grammy a čtyř Brit Awards. Často byl nazýván „chameleonem rocku“ kvůli své neustálé hudební proměnlivosti. V roce 1996 byl uveden do Rock and Roll Hall of Fame. Časopis Rolling Stone ho zařadil mezi největší zpěváky, skladatele a umělce všech dob. K roku 2022 byl nejprodávanějším interpretem na vinylu ve 21. století.

## Život

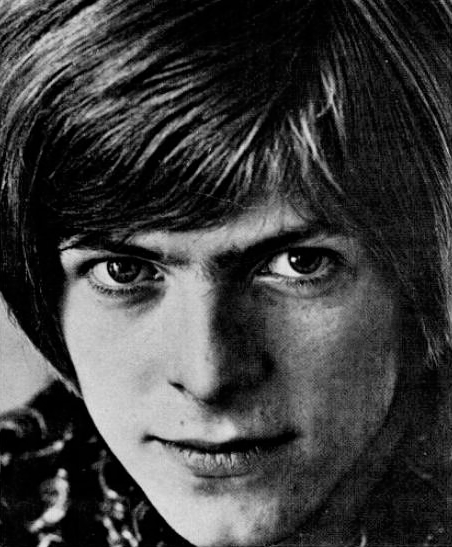
David Bowie v roce 1967

Narodil se jako David Robert Jones v jiholondýnské čtvrti Brixton. Jeho otec, Haywood Stenton Jones, pocházel z Doncasteru v Yorkshiru a pracoval jako propagační pracovník pro dětskou charitativní organizaci. Matka Margaret Mary Burns pocházela z Kentu a pracovala jako servírka v kině.
Zpíval ve školním sboru a hrál dobře na zobcovou flétnu, od 9 let také tancoval. Jeho zájem o hudbu také podnítilo, když jeho otec přinesl domů sbírku gramodesek tehdejších populárních amerických umělců jako The Teenagers, The Platters, Fats Domino, Elvis Presley nebo Little Richard. Obzvláště rád měl píseň Tutti Frutti od Little Richarda. Později začal hrát na ukulele a piano, s kamarády se scházeli a hráli hudbu ve stylu skiffle. Otec svého syna v hudbě podporoval, seznámil ho s dalšími hudebními umělci. Dal ho však studovat na technickou školu.
Zásadní vliv na Bowieho měl jeho polorodý bratr z matčiny strany Terry Burns. Ten byl o deset let starší a seznámil Bowieho s moderním jazzem, buddhismem, poezií beatníků a okultismem. Terry trpěl schizofrenií, střídavě bydlel s rodinou a pobýval v psychiatrické léčebně. Schizofrenií trpěli i někteří další příbuzní, např. jeho teta, která podstoupila i lobotomii.
Moderní jazz si Bowie oblíbil, zejména kontrabasistu Charlese Minguse a saxofonistu Johna Coltranea. Díky tomuto nadšení mu matka v roce 1961 koupila saxofon a chodil na jeho lekce k jazzovému saxofonistovi. Bowie se také zajímal o výtvarné umění a design, včetně grafické úpravy a sazby.
Při školní rvačce se svým kamarádem Georgem Underwoodem v roce 1962 utrpěl vážné zranění levého oka. Byl čtyři měsíce hospitalizován a podstoupil několik operací. Zornice jeho levého oka však zůstala trvale poškozena, měl potíže s vnímáním hloubky a trpěl anizokorií. Navzdory výše uvedenému zůstali být s Georgem kamarádi, ten se později podílel na tvorbě obalů jeho raných alb.

## Hudební dráha

### Počátky
Svoji hudební dráhu začal jako saxofonista ve školní kapele. Po odchodu ze střední školy pracoval jako výtvarník, hrál a nahrával s několika skupinami, ale bez úspěchu. Protože se jeho jméno pletlo s Davy Jonesem ze skupiny Monkees, změnil si ho na David Bowie.
Jako sólový zpěvák nahrál sérii milostných písniček, která vyšla pod názvem The World of David Bowie. Poté na krátko nechal hudby a věnoval se buddhismu; tou dobou účinkoval v pantomimě, což ovlivnilo jeho pozdější zájem o divadlo. Roku 1969 založil v Beckhamu umělecký workshop. Ve stejném roce nahrál písničku „Space Oddity“, která měla překvapivě úspěch. Následovalo stejnojmenné album.
V roce 1970 vznikla tematická deska The Man Who Sold the World, která byla úplně jiná než předchozí. Akustickou kytaru tu nahradila tvrdá elektrická kytara Micka Ronsona. Tematicky je zde vykreslena temná orwellovská vize budoucnosti. K řadě dílčích témat se Bowie vrátil na následujících albech. Album sice nešlo na dračku, ale pro část publika se stalo kultovním. Následovalo turné po Spojených státech, na němž se oblékal do vlajících šatů a stylizoval se do role populární herečky Grety Garbo. Přitáhl tak k sobě zájem médií, přešel k labelu RCA, u kterého vydal další, tentokrát poněkud měkčí, desku Hunky Dory.

### Ziggy Stardust

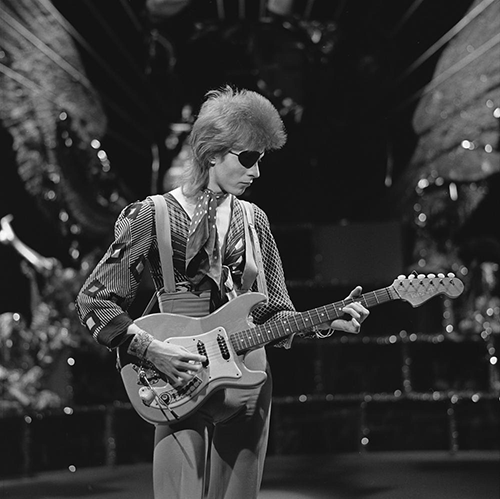
Bowie v roce 1974

V roce 1972 se po vydání alba The Rise and Fall of Ziggy Stardust and the Spiders from Mars konečně stal komerčně úspěšným; zatímco dříve nabízel celou paletu témat, přišel nyní s jedinou postavou – rockovou superhvězdou Ziggym, kterého nakonec zničil fanatismus, který sám pomáhal vytvořit.
Po singlu „Starman“ se představil v dalších rolích. Tentokráte jako producent zachránil upadající kariéru Lou Reeda (LP Transformer). Další Bowieho alba se jmenovala Aladdin Sane a Pin Ups. V této době také pro televizní síť NBC vytvořil pořad The 1980 Floor Show, který ho inspiroval k následujícímu albu Diamond Dogs, které se opět vracelo k chmurným orwellovským vizím. Bowie pak s touto show odjel na americké turné, z něhož vyšla i deska David Live. Během tohoto turné vstřebával nové hudební vlivy – nechával se ovlivnit soulem a R&B; ty zní v albu Young Americans, ze kterého pronikly do hitparád dva singly: titulní stejnojmenná nahrávka a „Fame“, jejímž spoluautorem je John Lennon a která se dostala až na vrchol americké hitparády. Shodou okolností v téže době bodovala i reedice hitu „Space Oddity“, která se tak stala nejvíce zpožděnou hitparádovou jedničkou (6 let a 63 dní).
V následujícím období se pustil do větších experimentů. Album Station to Station je tvořeno šesti delšími pasážemi a představovalo přípravu pro sérii dalších tří alb, na kterých s ním spolupracoval Brian Eno. První z nich, album Low, bylo ambientní. Experiment pak pokračoval na desce Heroes, která už byla výrazně rockovější a také ji přijalo i širší publikum. Třetím článkem je album Lodger, které je celé rockové a je nejpřístupnějším albem z této série. Někdy bývají tato tři alba nazývána jako Berlínská trilogie. V roce 1976 si Bowie zahrál hlavní roli ve filmu The Man Who Fell To Earth a fotky z něj se objevily na přebalech alb Station to Station a Low. V 70. letech spolupracoval se zpěvákem Iggy Popem, vzniklo tak např. album Lust For Life. Některé společné písně, nazpívané do té doby výhradně Popem, Bowie nahrával na své desky v 80. letech sám, např. China Girl nebo Tonight (jako duet s Tinou Turner); napsal také pro skupinu Mott the Hoople hit All The Young Dudes, který měl i on sám ve svém repertoáru.

### 80. a 90. léta

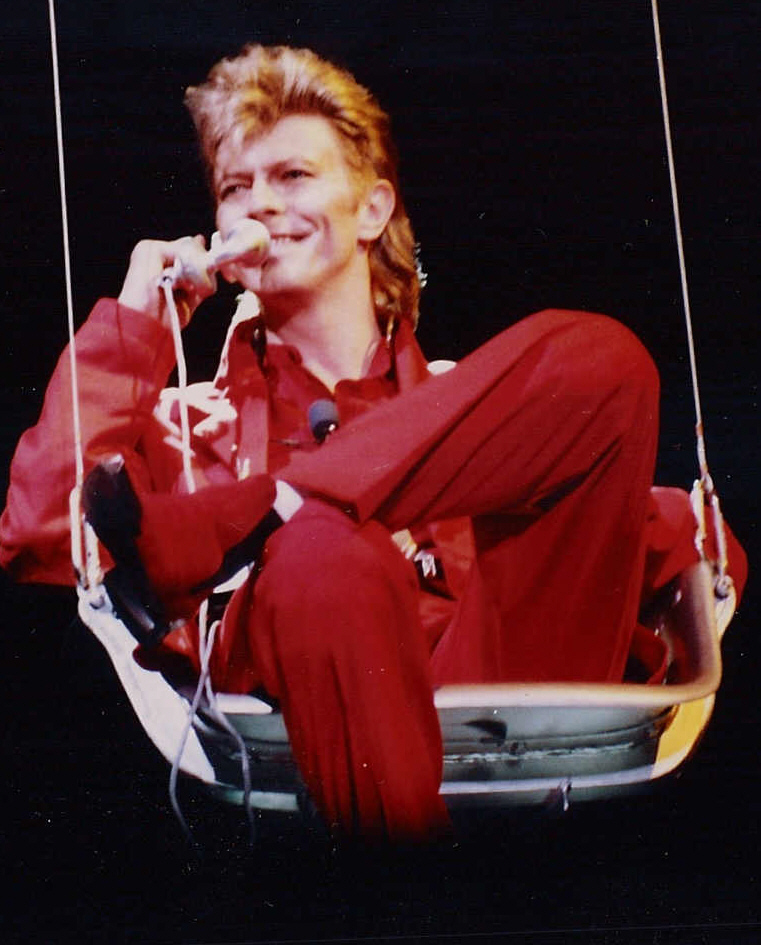
Glass Spider Tour, 1987

80. léta přinesla několik dalších plodných spoluprací, např. se skupinou Queen píseň Under Pressure, s Patem Methenym vznikla píseň „This Is Not America“ či remake skladby z 60. let „Dancing in the Streets“ s Mickem Jaggerem. Z roku 1980 pochází album Scary Monsters (And Super Creeps) s punk-rockovými hity „Ashes to Ashes“ a Fashion a po něm přichází taneční album Let's Dance. V roce 1984 vyšla deska Tonight, na níž čerpá převážně ze své spolupráce s Iggy Popem ze 70. let a některé písně se nesou i v rytmu reggae. Čtenáři hudebního časopisu Rolling Stone tuto desku zvolili jako 3. nejhorší album celé hudební historie. V 80. letech napsal písničky ke 4 filmům – Cat People, When The Wind Blows, Absolute Beginners a Labyrinth. V posledních dvou jmenovaných si také sám zahrál. Poslední album, které Bowiemu coby sólistovi v 80. letech vyšlo, je popové Never Let Me Down. K němu bylo uspořádáno i velkolepé koncertní show plné tanečníků, v němž se za pódiem nacházela obrovská podobizna pavouka (proto Glass Spider Tour) a při první písničce se on sám spouštěl z výšky na pódium. Další dvě alba Bowie vydal už jako člen rockové skupiny Tin Machine, je ale téměř jejím výhradním zpěvákem a autorem většiny skladeb. Na koncertech s touto kapelou nevyužíval téměř nic ze svého předchozího a obsáhlého repertoáru.
Z kraje 90. let se věnuje hudebním stylům jakou soul, industriální rock. Po více než 20 letech zažila úspěch jeho rocková balada The Man Who Sold the World, jejíž coververzi natočila pro MTV Unplugged skupina Nirvana; od té doby ji Bowie hrál na svých vystoupeních pravidelně.
V druhé polovině 90. let následoval velký zlom v tvorbě: Bowie s Brianem Enem připravil temné a experimentální album 1. Outside vytyčující hudební, ale i technologické standardy ve fúzi klasických hudebních stylů s tehdy moderními elektronickými směry jungle a drum and bass. V únoru 1996 s turné k této desce vystoupil i v Praze ve Sportovní hale. Po koncertu zůstal ještě týden a nahrával ve studio SONO. Zde nahrál několik verzí písně Outside a několik nových písní na nadcházející album Earthling.
Toto album, splétající tehdejší elektronické hudební trendy a kytarovou hudbu, na svou dobu zásadní počin stavějící oproti Outside ještě komplexnější most mezi elektronickou a kytarovou scénou, který svým tanečním, ale nikoliv popovým nábojem ovlivnil celou generaci dalších hudebníků. V České republice např. skupinu Tatabojs. Album Earthling se setkalo s velkým ohlasem u kritiky, ale též zaznamenalo komerční úspěch v USA a Spojeném království. V tomto období Bowie spolupracoval mimo jiné s Trentem Reznorem (Nine Inch Nails) či anglickou alternativní skupinou Placebo. V rámci turné k tomuto albu opět vystoupil v Praze v červnu 1997 v Paláci kultury.

### 2002–2012

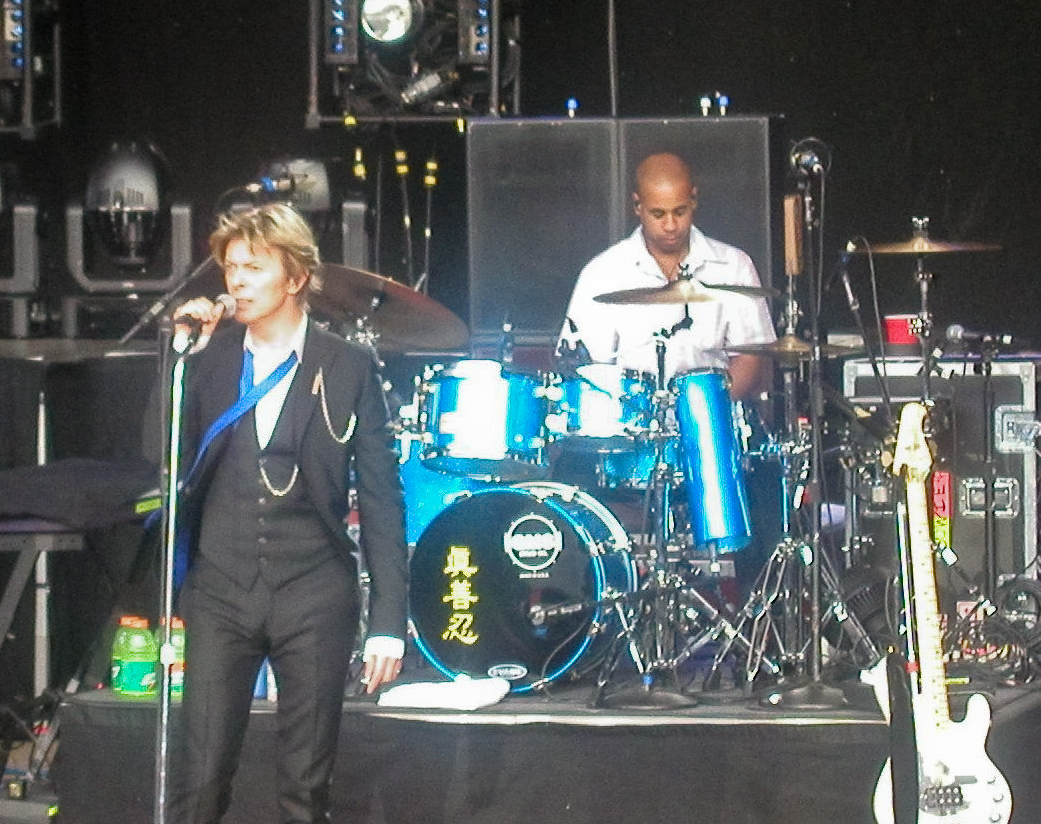
Bowie na pódiu se Sterlingem Campbellem během turné Heathen, 2002.

Roku 2002 vydal album Heathen a o rok později Reality. V červnu 2004 v rámci turné k tomuto albu vystoupil v Praze v T-Mobile Aréně, předskokanem byla skupina Tata Bojs. Koncert však ze zdravotních důvodů nedohrál. O dva dny později odehrál jeden koncert v Německu, pak byl jeho poslední turné přerušeno, následující koncerty byly zrušeny. Ukončil svou hudební kariéru, přestal natáčet nové desky a koncertovat. Občas přijal pozvání a vystoupil na pódiu jako host, např. na koncertu Davida Gilmoura v Royal Albert Hall (2007). V témže roce také poprvé vydal na DVD remasterovaný živý záznam Glass Spider Tour z roku 1987.

### 2013–2016
Na začátku ledna 2013 překvapivě a bez předchozího ohlášení David Bowie vydal nový singl Where Are We Now? a to u příležitosti svých šestašedesátých narozenin. Rovněž oznámil, že v březnu téhož roku vydá své první album po jedenácti letech; dostalo název The Next Day. Bowieho comeback probíhal v utajení od roku 2011 a informace o jeho vydání se objevila zcela znenadání. Dá se říci, že nikdo z Bowieho fanoušků novou desku neočekával. Vzápětí Bowie vydal další klip „The Stars (Are Out Tonight)“. Nové album se stalo číslem jedna ve více než šedesáti zemích světa včetně České republiky v žebříčku iTunes. Poprvé po více než dvaceti letech se také Bowieho album usídlilo na vrcholném stupni britské hitparády. Album sklidilo nadšené ovace kritiky, fanoušků i médií. Bowie se na The Next Day vrací ke kořenům své tvorby i sebe samého a dlouholetým fanouškům tak evokuje starší písně, texty, ale i filmy, ve kterých sám účinkoval. Album je plné reminiscencí na celý autorův život, zároveň je ale prodchnuté současným řízným zvukem, saxofony, imaginativní lyrikou. Produkoval je Tony Visconti, jenž s Bowiem spolupracoval již od konce 60. let.
Bowie naznačil, že v budoucnu existuje možnost, že se vrátí i na pódia, to však ještě netušil, že jej zaskočí zákeřná nemoc, která ukončí jeho kariéru a posléze i život. O tom, že má rakovinu jater, se totiž dozvěděl v srpnu 2014, a poté nabídl překvapenému Viscontimu spolupráci na dalším albu Blackstar; zároveň mu tak sdělil i pravý důvod tohoto rozhodnutí. S natáčením se začalo hned zkraje roku následujícího a pracovalo se vždy souvisle 10 dní v měsíci až do března, kdy ještě následovala po dobu dalších dvou měsíců postprodukce. Visconti pak o Bowieho smrti prohlásil, že byl celý projekt vlastně koncipován jako smrt, jež se má stát součástí uměleckého díla. První video k singlu je vlastně vize, co nás jako lidstvo může v budoucnu čekat, a v úplně posledním zveřejněném klipu jeho kariéry velmi brzy před jeho skonem snad poprvé v životě nehraje druhé postavy, ale jen sám sebe. Vydání posledního alba bylo plánováno na jeho 69. narozeniny, po nichž necelé dva dny na to umřel.
Podle bleskového průzkumu zveřejněného[kdy?] Sky TV prý 63 % Britů souhlasí s názorem, že David Bowie je největší britskou ikonou 20. století.[zdroj?] Navíc nejen díky hudbě samotné, ale i odvaze se neustále někam umělecky posouvat, propojovat hudbu s vizuální složkou i formou originální self-promotion. Kondolence připojili kolegové jako Iggy Pop, Pat Metheny, Psychedelic Furs, Icehouse, Peter Gabriel, Human League, Heaven 17, Steve Hackett, Steven Wilson, David Sylvian, John Cale, Brian Eno, Midge Ure, Ray Wilson a řada dalších. Bez Bowieho (a také ještě vedle Bryana Ferryho) by pravděpodobně ani neexistoval hudební směr velmi oblíbený hlavně počátkem 80. let zvaný i u nás novoromantismus, ovlivnil i širokou škálu britské pop music začínající u temných Bauhaus, Joy Division/New Order či Spear of Destiny/The Cult/The Mission/Sisters of Mercy nebo Clan of Xymox, dále přes sofistikované Japan, O.M.D., Scritti Politti, Duran Duran, Spandau Ballet, Ultravox, Visage, Soft Cell, Gary Numana, Pet Shop Boys, Charlie Sextona a The Fixx až k Simple Minds, The Cure, The Smiths, Tears For Fears, Classic Nouveaux a také Danny Wilson nebo Thompson Twins.
Poslední Bowieho dílo byl muzikál Lazarus, který napsal s dramatikem Endou Walshem; v něm, krom starších hitů, zaznívají i písně z alba Blackstar. Příběh navazuje na film Muž, který spadl na Zemi. Světová premiéra byla v prosinci 2015. V České republice měl muzikál premiéru 12. a 13. října v Divadle Komedie.

## Další tvorba a zájmy
Jeho výraznou jevištní stylizaci využil Nicolas Roeg, když ho roku 1976 obsadil do hlavní role mimozemšťana ve filmu Muž, který spadl na Zemi. Další výrazné role dostal v hudebním filmu z meziválečného Německa Krásný gigolo, ubohý gigolo (režie David Hemmings) a v adaptaci vzpomínek mladé narkomanky My děti ze stanice ZOO (režie Uli Edel). Britského důstojníka v japonském zajateckém táboře si zahrál ve filmu Nagisy Óšimy Veselé Vánoce, pane Lawrenci a Piláta Pontského ve Scorseseho skandální adaptaci Kazantzakisova románu Poslední pokušení Krista; ztvárnil také Andyho Warhola v životopisném snímku Basquiat a Nikolu Teslu ve filmu Dokonalý trik.
Věnoval se rovněž divadelnímu herectví, velký úspěch sklidil za roli Josepha Merricka ve hře Bernarda Pomerance Sloní muž, kterou v letech 1980 až 1981 uvádělo broadwayské Booth Theatre. Bowie zaujal tím, že znetvořeného muže dokázal zahrát bez použití masky. Objevil se také jako vypravěč v hororové televizní sérii The Hunger a v hudebních dokumentech Příběh pop music a politiky a Sedm epoch rocku, nemluvě o množství videoklipů a nafilmovaných koncertů.
Věnoval se také malířství, své dílo použil například na obal alba Outside. Byl také členem redakční rady časopisu Modern Painters. Byl také vášnivým sběratele moderního umění. Při rozhovoru v roce 1998 prohlásil, že umění byla jediný věc, kterou chtěl opravdu vlastnit. Shromáždil stovky kusů umění, převážně od soudobých umělců, mezi které patřili např. Damien Hirst, Henry Moore nebo Jean-Michel Basquiat. Po jeho smrti nechala jeho rodinu většinou sbírky vydražit v sérii tří dražeb v aukční síni Sotheby's. Šlo o asi 350 kusů umění, které měly představovat asi 65 % jeho sbírky. Dražby vynesly 33 mil. GBP (přes miliardu Kč), nejvíce z toho vysel obraz Basquiatův obraz Air Power, který se prodal za více než 7 mil. GBP.
V roce 1997 vydal emisi dluhopisů v hodnotě 55 mil. USD (asi 1,7 mld. Kč). Peníze použil na nákup autorských práv ke svým albům a písním před rokem 1990, které vlastnil jeho manažer Tony Defries. Úroky dluhopisů byly placeny z autorských honorářů této hudby. Dluhopisy byly splaceny v roce 2007.
Byl také internetovým nadšencem. V roce 1998 spustil vlastního poskytovatele internetového připojení BowieNet, ten poskytoval vytáčené připojení k internetu, e-mailové adresy a exkluzivní obsah spojený s Bowiem. Služba fungovala do roku 2006. V letech 2000 až 2008 provozoval také internetové stránky www.bowieart.com. Na těchto si mohli jeho fanoušci prohlížet a nakupovat vybrané obrazy, grafiky a sochy z jeho soukromé umělecké sbírky. Poskytoval zde také prostor pro prodej mladým studentům umění.

## Soukromý život

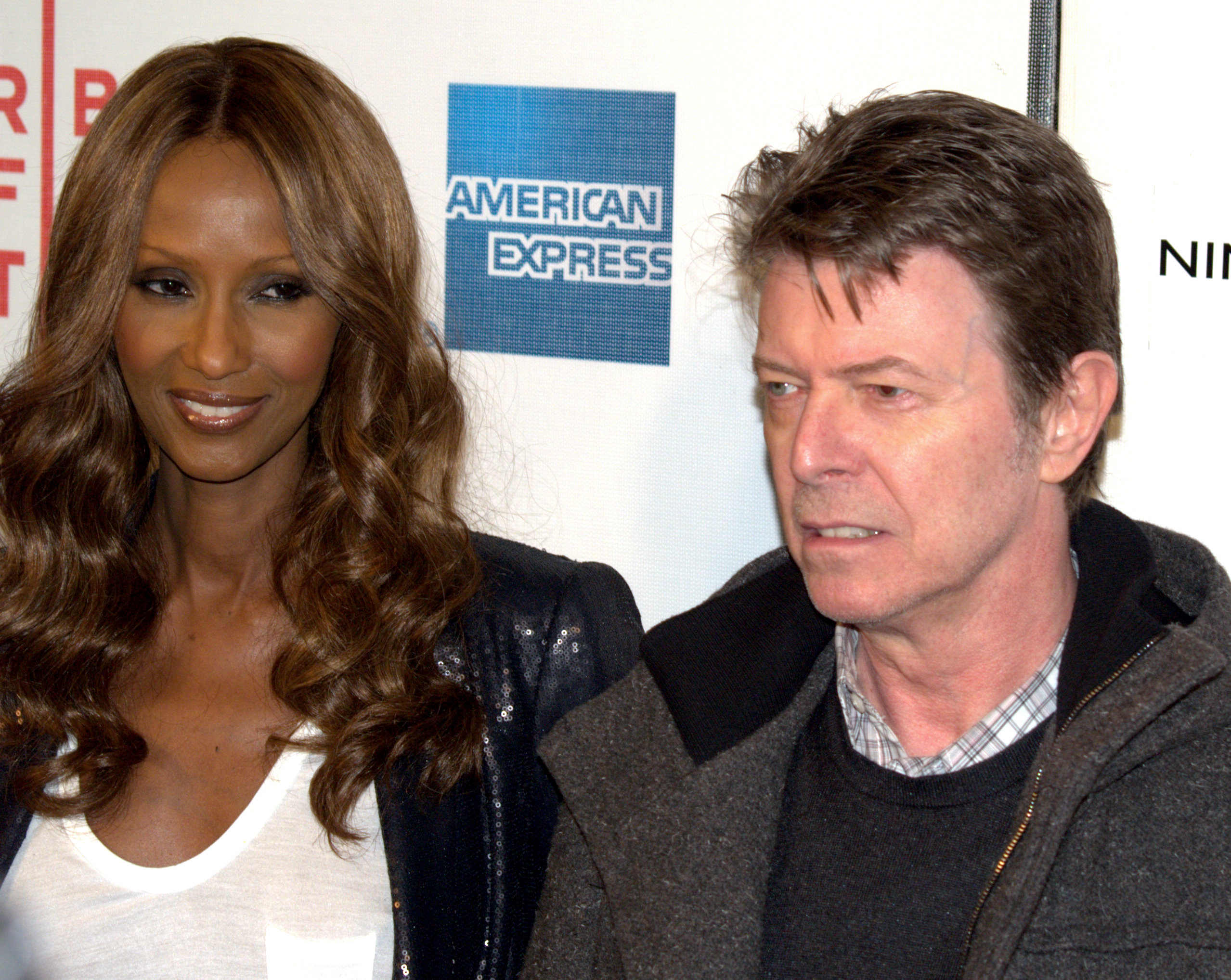
Bowie a manželka Iman, 2009

V roce 1967 se seznámil s tanečnicí Linsay Kemp, od roku 1968 spolu žili. Vztah skončil v roce 1969, když odešla do Norska.
V roce 1970 se oženil se svou první manželkou, kterou byla modelka a herečka Mary Angela Barnett. V roce 1971 se jim narodil syn Duncan. Šlo o volné manželství, oba manželé si udržovali i paralelní vztahy. Jedním ze souběžných vztahů byl Bowieho vztah se zpěvačkou Danou Gillespie, který trval asi 10 let od roku 1964 a byl také pracovní. Mezi Bowieho přítelkyně patřily také Cyrinda Foxe a Lulu. Angela pak měla mj. vztahy s Ronem Ashetonem a Jamesem Williamsonem ze skupiny The Stooges nebo s Bowieho bodyguardem. Manželé se rozvedli v roce 1980, Bowie dostal do péče syna Duncana.
Bowie měl poté několik vztahů s modelkami a tanečnicemi. Během natáčení hororu Hlad v roce 1983 měl krátký vztah s herečkou Susan Sarandonovou, která v něm hrála jednu z hlavních rolí. Asi nejvážnější byl jeho vztah s tanečnicí Melissou Hurley, který trval od roku 1987 do roku 1990. V roce 1989 dokonce oznámili zasnoubení, ke svatbě však nikdy nedošlo.
V říjnu 1990 se v Los Angeles seznámil se somálsko-americkou modelkou Iman, vzali se v roce 1992. V roce 2000 se jim narodila dcera Alexandria Zahra Jones.
Bowie měl také od roku 1973 až do své smrti v roce 2016 osobní asistentku, kterou byla Corinne Schwab. Původně pracovala jako recepční. Bowie o ní mluvil jako o své nejlepší přítelkyni a připisoval jí zásluhy za záchranu svého života v 70. letech, kdy mu pomohla překonat jeho závislost na drogách. Špatně vycházela s jeho první manželkou Angie, která ji vinila z rozpadu jejich manželství. Ve své závěti asistentce odkázal 2 mil. dolarů.
Bowie zemřel 10. ledna 2016 v New Yorku na rakovinu jater, která mu byla diagnostikována o 18 měsíců dříve. Diagnózu nikdy nezveřejnil, věděli o ní jen někteří jeho spolupracovníci. Po smrti vznikly v několika městech improvizované památníky, prudce vzrostly také prodeje jeho alb a singlů. Bowie si nepřál pohřeb, byl zpopelněn a jeho popel byl rozptýlen při buddhistickém obřadu na Bali. Podle závěti zdědili většinu jeho jmění ve výši téměř 100 mil. dolarů jeho manželka a obě děti.

## Největší hity

### 60. + 70. léta
- Space Oddity (1969)
- The Man Who Sold the World (1970)
- Changes (1971)
- Ziggy Stardust (1972)
- Jean Genie (1973)
- Rebel Rebel (1974)
- Fame (1975)
- Young Americans (1975)
- Heroes (1977)

### 80. léta
- Ashes To Ashes (1980)
- Scary Monsters (1980)
- Fashion (1980)
- Under Pressure + Queen (1981)
- Let´s Dance (1983)
- China Girl (1983)
- Modern Love (1983)
- Blue Jean (1984)
- Dancing in the Street + Mick Jagger (1985)

### 90. léta
- Jump They Say (1993)
- Hallo Spaceboy + Pet Shop Boys (1996)
- I'm Afraid Of Americans + Nine Inch Nails (1997)

### 21. století
- Heathen (2002)
- Reality (2003)
- Where Are We Now? (2013)
- The Stars (Are Out Tonight) (2013)
- Blackstar (2016)
- Lazarus (2016)

## Diskografie

### Studiová alba
- David Bowie (1967)
- Space Oddity (1969)
- The Man Who Sold the World (1970)
- Hunky Dory (1971)
- The Rise and Fall of Ziggy Stardust and the Spiders from Mars (1972)
- Aladdin Sane (1973)
- Pin Ups (1973)
- Diamond Dogs (1974)
- Young Americans (1975)
- Station to Station (1976)
- Low (1977)
- Heroes (1977)
- Lodger (1979)
- Scary Monsters (and Super Creeps) (1980)
- Let's Dance (1983)
- Tonight (1984)
- Never Let Me Down (1987)
- Black Tie White Noise (1993)
- 1. Outside (1995)
- Earthling (1997)
- 'hours...' (1999)
- Heathen (2002)
- Reality (2003)
- The Next Day (2013)
- Blackstar (2016)

### EP
- Don't Be Fooled By the Name (1981)
- David Bowie in Bertolt Brecht's Baal (1982)
- The Mannish Boys/Davy Jones and the Lower Third (1982)
- Earthling in the City (1997)
- Live EP (Live at Fashion Rocks) (s Arcade Fire) (2005)
- Space Oddity (2009)
- The Next Day Extra (2013)
- No Plan (2017)

### STin Machine
- Tin Machine (1989)
- Tin Machine II (1991)

## Filmografie
- The Image (1967)
- Love You Till Tuesday (1969)
- Muž, který spadl na Zemi (1976)
- Krásný gigolo, ubohý gigolo (1979)
- My děti ze stanice ZOO (1981)
- Sněhulák (1982)
- Hlad (1983)
- Veselé Vánoce, pane Lawrenci (1983)
- Žlutovous (1983)
- Do noci (1985)
- Labyrint (1986)
- Poslední pokušení Krista (1988)
- Velká sázka (1991)
- Twin Peaks: Ohni se mnou pojď (1992)
- Basquiat (1996)
- Tajemství pana Rice (2000)
- Zoolander (2001)
- Arthur a Minimojové (2006)
- Dokonalý trik (2006)
- Srpen před bouří (2008)
- Rock ze střední (2009)
- Moonage Daydream (2022) – netradiční dokumentární film o Bowiem[29]